# Broteas (Sohn des Tantalos)
Broteas (altgriechisch Βροτέας Brotéas) ist eine Person der griechischen Mythologie.
Er ist der Sohn des Tantalos und der Euryanassa und Bruder der Niobe und des Pelops und somit einer der fluchbehafteten Tantaliden. Nach Pausanias ist er der Vater eines ebenfalls Tantalos genannten Sohnes, des ersten Gatten der Klytaimnestra, der meist als Sohn des Thyestes genannt wird. In der Bibliotheke des Apollodor ist er ein Jäger, verachtet aber die Jagdgöttin Artemis und behauptet, dass ihm Feuer nichts anhaben könne, weshalb er sich im Wahn ins Feuer stürzt und dort verbrennt.
Pausanias beschreibt in seinem Werk das Bild einer Muttergöttin, das heute als Felsrelief von Manisa bekannt ist. Er erzählt, die Magnesier haben Broteas als dessen Erbauer angesehen.
In Ovids Ibis wird ebenfalls ein Broteas genannt, der seinen Tod im Feuer gefunden hat, als Grund dafür wird seine Todessehnsucht (cupidine mortis) angegeben. Scholien zu dieser Stelle deuten die Wendung cupidine mortis dahingehend, dass er ein Sohn des Zeus gewesen sei, der ihn für seine Schlechtigkeit geblendet habe. Der Mythograph Natale Conti (1520–1582) gibt Minerva und Vulcanus als seine Eltern an, der Grund für die Selbstverbrennung sei seine Hässlichkeit gewesen.